# DJ A-Tron
Аа́рон Уи́льямс (англ. Aaron Williams, род. 10 апреля 1993, Лос-Анджелес, Калифорния, США), более известный как DJ A-Tron — американский диджей, рэпер, радиоведущий, веб-личность, музыкальный продюсер, предприниматель и руководитель отдела маркетинга. LA Weekly назвал его — «королём тверка».

## Биография

### Ранние годы
Аарон родился 10 апреля 1993 года в Лос-Анджелесе, в возрасте 7 лет он начал заниматься диджеингом, в то же время купил свой первый набор для занятий. В возрасте 16 лет открыл собственное интернет-шоу — «JerkinRadio».
После окончания средней школы Сен-Бернар, в 2011 году он начал выступать в голливудских клубах и устраивать массовые андеграундные мероприятия.

## Творчество

### Музыкальная карьера
Он начал гастролировать по всему миру и выступал на официальных мероприятиях для вручения наград — «Грэмми» и «BET Awards». Аарон начал устраивать вечеринки по случаю дня рождения детей многих знаменитостей и гастролировал по средней школе Калифорнии. Также выступал на — «SXSW» в Остине.
Он за свою творческую карьеру выпустил множество микстейпов. В 2013 году выпустил «Skinny Ni**as» с участием американского рэпера — Нипси Хассл. В 2013 году выпустил свой дебютный микстейп с участием: Нипси Хассл, Джо Мозес, TeeFlii.
Американский журнал — «XXL», назвал DJ A-Tron — «Самым популярным андеграундным диджеем» в Лос-Анджелесе.

## Бизнес
Аарон активно занимается развлекательным бизнесом в качестве предпринимателя, работая с — «Fox Sports» и мультиплатиновой продюсерской группой — «1500orNothin».
В 2013 году он открыл свой розничный интернет-магазин ювелирных изделий — «The Work Shop».